# Myron Boadu
Myron Boadu, född 14 januari 2001, är en nederländsk fotbollsspelare som spelar för VfL Bochum, på lån från AS Monaco.

## Karriär
Boadu gjorde sin Eredivisie-debut för AZ Alkmaar den 6 maj 2018 i en 6–0-vinst över PEC Zwolle, där han blev inbytt i den 67:e minuten mot Mats Seuntjens.
Den 4 augusti 2021 värvades Boadu av AS Monaco, där han skrev på ett femårskontrakt. Den 1 februari 2024 lånades Boadu ut till Twente på ett låneavtal över resten av säsongen. Den 9 augusti 2024 lånades han ut till tyska Bundesliga-klubben VfL Bochum.